# ブディ・サントソ
ブディ・サントソ（Budi Santoso、1974年8月15日 - ）は、インドネシアの声優。

## 出演作品
※太字はメインキャラクター

### 国内アニメ
- 名探偵コナン（毛利小五郎）
- 超速スピナー（赤城大樹、なるみ屋のおっちゃん）

### 劇場アニメ
- 名探偵コナン 14番目の標的（毛利小五郎）
- 名探偵コナン 世紀末の魔術師（毛利小五郎）

### 海外アニメ
- ちびっこバス タヨ（シト）
- パワーパフガールズ（第2作）（モジョ・ジョジョ）
- ファインディング・ドリー（フルーク）